# Liste der Resolutionen des UN-Sicherheitsrates (1950)
Diese Liste der Resolutionen des UN-Sicherheitsrates nennt die 11 vom Sicherheitsrat der Vereinten Nationen im Jahr 1950 verabschiedeten Resolutionen.
| Nummer | Beschluss vom | Gegenstand                                                        | Mission |
| ------ | ------------- | ----------------------------------------------------------------- | ------- |
| 79     | 17. Januar    | Rüstungsbeschränkungen und Abrüstung                              |         |
| 80     | 14. März      | Erster Indisch-Pakistanischer Krieg                               |         |
| 81     | 24. Mai       | Arbeitsabläufe                                                    |         |
| 82     | 25. Juni      | Koreakrieg                                                        |         |
| 83     | 27. Juni      | Koreakrieg                                                        |         |
| 84     | 7. Juli       | Koreakrieg                                                        |         |
| 85     | 31. Juli      | Koreakrieg                                                        |         |
| 86     | 26. September | Aufnahme Indonesiens als neues Mitglied in die Vereinten Nationen |         |
| 87     | 29. September | Ankündigung einer Invasion Taiwans durch die Volksrepublik China  |         |
| 88     | 8. November   | Koreakrieg                                                        |         |
| 89     | 17. November  | Situation in Palästina                                            |         |